# صديقي دامر (فلم 2017)
صديقي دامر هو فيلم دراما سيرة ذاتية أميركي 2017. كتبه وأخرجه مارك مايرز عن السفاح جيفري دامر. هي مبنية عن قصة مصورة تحمل نفس الاسم كتبت من قبل جون "ديرف" باكديرف ‏، الذي كان صديقاً لدامر في المدرسة الثانوية في السبعينيات، قريباُ جداً قبل بدء دامر فورة قتله. الفيلم من بطولة روس لينش وأليكس وولف و دالاس روبرتس و آن هاش
الفيلم عرض في 2017 في مهرجان تريبيكا السينمائي

## الممثلين
- روس لينش بدور جيفري دامر.[2]
- أليكس وولف بدور ديرف
- فنسنت كارثيسر بدور دكتور ماثيو
- آن هاش بدور جويس دامر
- دالاس روبرتس بدور ليونيل دامر
- هاريسون هولزر بدور مايك
- تومي نيلسون بدور نايل
- مايلز روبنز بدور فيغ

## وصلات خارجية
- مقالات تستعمل روابط فنية بلا صلة مع ويكي بيانات

لا توجد روابط لمواقع التواصل الاجتماعي.